# Faxinal do Soturno
Faxinal do Soturno é um município brasileiro do estado do Rio Grande do Sul.

## História
O território do atual município de Faxinal do Soturno fez parte da Vila de Rio Pardo, um dos quatro primeiros municípios da Província de São Pedro do Rio Grande do Sul, desde sua criação em 1809 até 1819, quando a antiga freguesia de Nossa Senhora da Conceição de Cachoeira é elevada à condição de vila, a quem seu território passa pertencer.
O local onde hoje se encontra a sede do município de Faxinal do Soturno teve o povoamento iniciado no ano de 1884 com imigrantes italianos provenientes da Colônia Silveira Martins, a Quarta Colônia de Imigração Italiana. Sua emancipação política ocorreu em 1959, quando Faxinal do Soturno é elevado à categoria de cidade, município independente de Cachoeira do Sul. É destacável o fato de a sede nunca ter sido vila, tendo sido elevado à categoria de cidade com a emancipação do município.
Tanto para as antigas denominações quanto para o nome atual, não existem documentos que determinem sua origem. Sobre o nome Faxinal do Soturno, sabe-se que foi motivado pelos pantanais ribeirinhos que, nos primeiros tempos, se apresentavam cobertos de mato cerrado e escuro, lugar soturno e perigoso, principalmente no inverno. O nome foi aplicado por uma equipe da carta geográfica que percorreu o rio Jacuí estudando as possibilidades de navegação. Junto ao rio Soturno havia grandes extensões de faxinal, campo coberto de mato curto. Então se uniram os dois nomes formando Faxinal do Soturno.

## Geografia
Localiza-se a uma latitude 29º34'29" sul e a uma longitude 53º26'41" oeste, estando a uma altitude de 53 metros. Sua população estimada em 2004 era de 6.953 habitantes.